# Dolus alternativus
Der dolus alternativus („alternativer Vorsatz“, von lateinisch alter „der andere von zweien“; nativus „geboren“, „entstanden“) ist eine strafrechtliche Figur des Vorsatzes. Sie bezeichnet einen Fall, in dem der Täter eine bestimmte Handlung will, ohne zu wissen, welche von zwei sich ausschließenden Tatbeständen er hierdurch verwirklicht. Hält der Täter die Verwirklichung beider Tatbestände ernstlich für möglich oder nimmt sie in Kauf, handelt er mit kumulativem Vorsatz (dolus cumulativus).
So lag nach Auffassung des Reichsgerichtes ein dolus alternativus in einem Fall vor, bei dem der Täter Wild entwendet hatte, ohne zu wissen, ob es durch Aneignung des Jagdberechtigten schon einem anderen gehört (mithin fremde Sache ist) oder noch herrenlos ist. Im ersten Fall resultierte ein Diebstahl, im zweiten Fall eine strafbare Jagdwilderei, da Wildtiere herrenlos sind.
Fälle des dolus alternativus löst die herrschende Meinung in Rechtsprechung und Literatur, indem sie wegen vollendeter Tat in Tateinheit mit dem versuchten Delikt bestraft, soweit die Tat versuchsweise strafbar ist und kein Fall der Subsidiarität vorliegt. Fehlt es am Erfolg der Tat, so kann wegen zwei versuchter Taten in Tateinheit bestraft werden, wobei sich die Strafe am mit der höchsten Strafe bewehrten Delikt orientiert.